# Stradovo
Stradovo (cyr. Страдово) – wieś w Serbii, w okręgu raskim, w mieście Novi Pazar. W 2011 roku liczyła 12 mieszkańców.